# African University of Science and Technology
Die  African University of Science and Technology (AUST) ist eine panafrikanische Institution, die 2007 auf Ersuchen mehrerer afrikanischer Staatsoberhäupter gegründet wurde, um einer Idee  des damaligen südafrikanischen Präsidenten Nelson Mandela Leben einzuhauchen. Unter Mitwirkung  der Weltbank und der Afrikanischen Union sollten starke panafrikanische Kompetenzzentren entstehen, um die Kapazitäten Afrikas südlich der Sahara in Wissenschaft und Technologie verbessern. So entstand ein Netzwerk der heute sogenannten Nelson Mandela Research Institutes of Science and Technology. Die African University of Science and Technology (AUST) in Abuja (Nigeria) war das erste dieser Kompetenzzentren, welches gegründet wurde.
An der AUST werden insbesondere Masterstudenten und Doktoranden in den Disziplinen Informatik und Ingenieurwesen, reine und angewandte Mathematik, theoretische Physik, Erdöltechnik sowie Materialwissenschaften und -technik ausgebildet.  Die AUST zieht auf Grund ihrer internationalen Ausstrahlung sowohl Studenten als auch Lehrkräfte aus ganz Afrika an. Sie  wird von einem interdisziplinären Team von Wissenschaftlern und Ingenieuren beraten, die Mitglieder des African Scientific Committee (ASC) und des International Scientific Advisory Board (ISAB) sind.